# Volker Schlappner
Volker Schlappner (* 18. Februar 1964) ist ein ehemaliger deutscher Fußballspieler.

## Karriere
Volker Schlappner ist der Sohn des Fußballtrainers Klaus Schlappner. Er begann seine Karriere als Jugendlicher beim FV Biblis. 1979 wechselt er in die Jugend zu SV Darmstadt 98 und wurde mit der Hessenauswahl 1981 Deutscher Meister im Länderpokal. Ab 1982 spielte er die DFB-Nachwuchsrunde und war parallel im Profikader.
Das einzige Spiel in der 2. Bundesliga absolvierte er am 28. März 1983 im Spiel gegen den MSV Duisburg (6:2) unter Trainer Manfred Krafft.
Nach der Saison holte ihn Präsident Wilhelm Grüber zum SV Waldhof Mannheim.
Volker Schlappner stand von 1984 bis 1986 im Profikader des SV Waldhof und spielte in der DFB-Nachwuchsrunde.
1986 verabschiedete er sich vom Profifußball und schloss sich Olympia Lampertheim an.

## Nach der Spielerkarriere
1989 übernahm Volker Schlappner den elterlichen Betrieb und wurde Geschäftsführer der Schlappner Elektro GmbH, die sein Vater 1970 gegründet hatte. Von 1995 bis 2000 war er mit eigener Firma und Büro in Peking als Consultant und Projektausstatter tätig. Seit 2007 ist er Mitglied des Lions-Club Lampertheim und 2012/2013 dessen Präsident. 2011 wurde Volker Schlappner in die Gemeindevertretung seines Wohnorts Biblis gewählt.
Dem Fußball ist er treu geblieben und ist als Spielervermittler tätig.